# Rajka šestiperá
Rajka šestiperá (Parotia sefilata) je pták z čeledi rajkovitých. Je dlouhá kolem 33 centimetrů. Vyskytuje se pouze v horských lesích poloostrova Ptačí hlava na Nové Guineji.

## Popis
Jako u ostatních rajek je i u rajky šestiperé významný sexuální dimorfismus. Samec má černé peří a mnoho ozdob, zatímco samice má hnědé peří a nemá ozdoby. Živí se hlavně ovocem, ale také menšími živočichy.